# José Barluenga
José Joaquín Barluenga Mur (Tardienta, Huesca, 1940-Oviedo, Asturias, 7 de septiembre de 2016) fue un químico e investigador español.

## Estudios
Estudió química en la Universidad de Zaragoza acabando la carrera en 1963, efectuando posteriormente su doctorado en la misma universidad bajo la supervisión del profesor Vicente Gómez-Aranda en 1966.
Tras doctorarse realiza su estancia postdoctoral entre 1967-1970 bajo la dirección del profesor Heinz Hoberg en el departamento de química organometálica del Max-Planck-Institut für Kohlenforschung en Mülheim, perteneciente a la Sociedad Max Planck.
En 1970, de nuevo en España, entra como científico en el Consejo Superior de Investigaciones Científicas (CSIC) en la ciudad de Zaragoza.
Entre 1972-1975 ostenta el puesto de profesor agregado de la universidad de Zaragoza. En 1975 obtiene la cátedra de química orgánica en la Universidad de Oviedo, lugar en el que trabaja hasta su fallecimiento.

## Cargos
- Presidente de la comisión asesora para la investigación Científica y Tecnológica del Ministerio Español de Educación y Ciencia.
- Presidente del Primer Comité Español de Evaluación de la Investigación Científica y Tecnológica del Ministerio Español de Educación y Ciencia.
- Desde 1997 Presidente de la División Orgánica de la Real Sociedad Española de Química.
- Promotor del Instituto Universitario de Química Organometálica "Enrique Moles" en 1993.
- Director del Instituto Universitario de Química Organometálica "Enrique Moles" en 1993.

## Premios

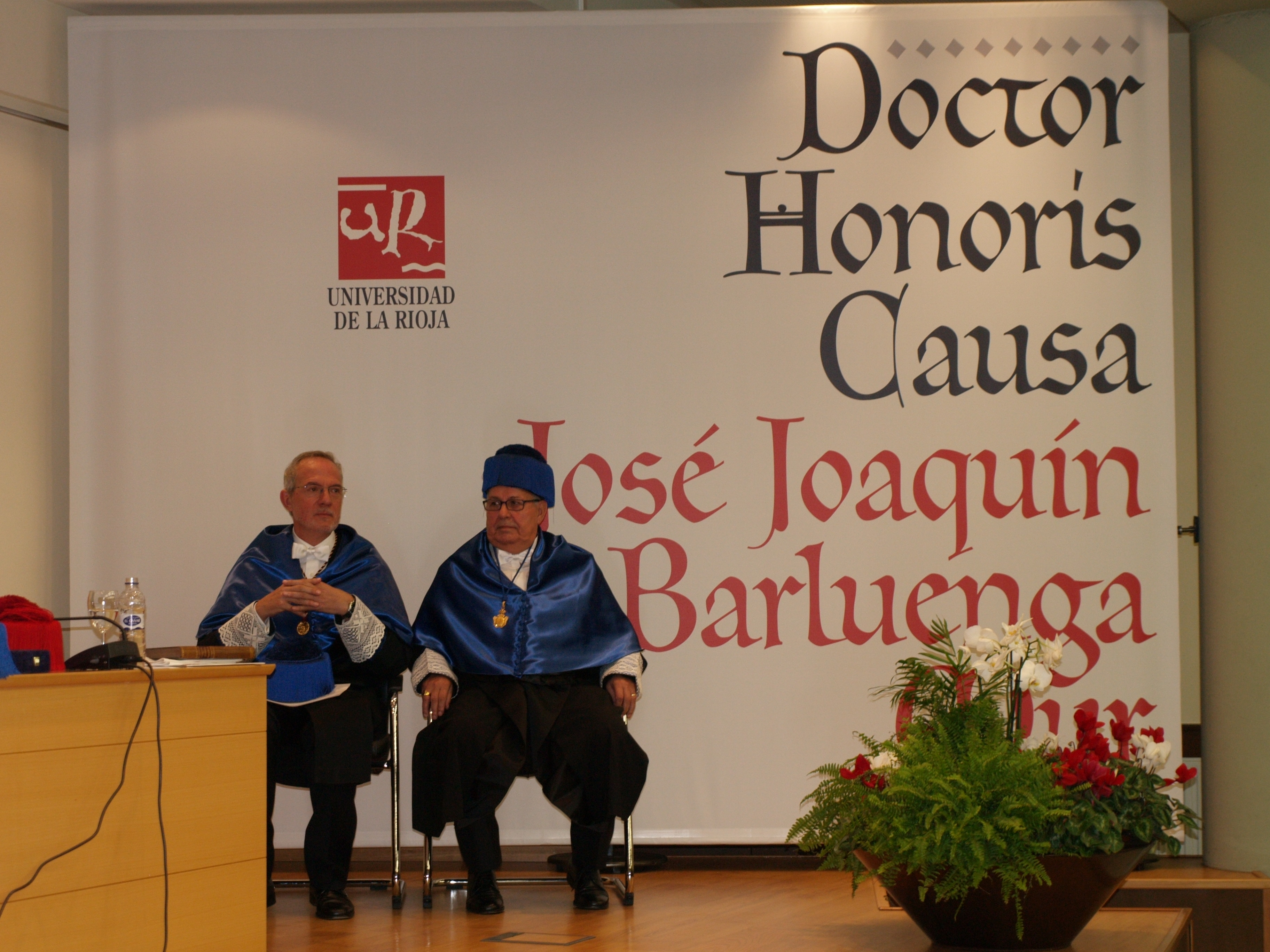
José J. Barluenga, en el acto de imposición del Doctorado honoris causa por la Universidad de La Rioja.

- En 1989 Premio de Investigación de la Fundación «Alexander von Humboldt», FRG (1.ª edición).
- En 1990 Premio Solvay de la CEOE.
- En 1991 Premio DuPont (1.ª edición).
- En 1996 Premio Iberdrola de Ciencia y Tecnología.
- En 1999 Medalla de Oro de la Real Sociedad Española de Química.
- En 2001 Insignia de Oro de la Universidad de Oviedo.
- En 2001 Premio Nacional de Investigación Enrique Moles (1.ª edición) por sus estudios sobre síntesis orgánica, síntesis asimétrica, síntesis orgánica de los complejos de los metales de transición
- En 2002-2003 y 2003-2004 Merck-Sharp & Dohme
- En 2005 Premio Hermanos Elhuyar-Hans Goldschmidt.
- En 2005 Premio Rey Jaime I de Investigación.
- En 2009 Medalla de plata de Asturias.

## Doctorhonoris causa
- Doctor honoris causa por la Universidad de Alcalá de Henares (2000)
- Doctor honoris causa por la Universidad de La Rioja (2010)

## Sociedades
- Académico Correspondiente de la Real Academia de Ciencias Exactas, Físico-Químicas y Naturales de Zaragoza (1989).
- Miembro del Consejo Editor de Synlett desde 1989.
- Miembro del Consejo Editor del Bulletin de la Société Chimie de France desde 1992 hasta 1997.
- Miembro del Consejo Editor de New Journal of Chemistry desde 1998.
- Miembro del Consejo Editor de Journal of the Chemical Society, Perkin Trans. 1 desde 1993
- Miembro Electo del Organic Division Committee de IUPAC desde 1993
- Miembro del Consejo Editor de Advanced Science & Catalysis desde 2001.
- Miembro del Consejo Editor de European Journal of Organic Chemistry desde 2001.
- Miembro del Consejo Científico del Institut Català d’Investigació Química desde 2000

## Obras
Publicó más de 540 artículos científicos en revistas especializadas.